# Museo diocesano (Trani)
Il Museo diocesano di Trani è il museo del patrimonio artistico dell'Arcidiocesi di Trani-Barletta-Bisceglie e ha la sua sede nel palazzo Lodispoto in piazza Duomo.
Il museo nacque nel 1975 per opera dell'allora arcivescovo Giuseppe Carata per consentire una adeguata collocazione a tutto il patrimonio di lapidi e sculture proveniente dalle demolizioni operate nel tempo presso la Cattedrale e nelle altre chiese della città.
Col tempo il patrimonio del museo si è arricchito rendendo necessario lo sdoppiamento delle sedi dedicando gli spazi di Palazzo Addazi all'esposizione della collezione pittorica e l'attiguo Palazzo Lodispoto come nuova sede per il restante patrimonio artistico.

## Il Museo: Palazzo Lodispoto

### Storia
Il desiderio di raccogliere i reperti provenienti dagli scavi e dalle demolizioni effettuate nella Cattedrale e nelle altre chiese appartenenti a questa diocesi era già vivo in Francesco Sarlo, appassionato d'arte nonché ispettore onorario dei monumenti e degli scavi d'antichità a Trani a cavallo tra XIX e XX secolo. Inizialmente i pezzi furono conservati nel vano sottostante la scalinata d'accesso alla Cattedrale, ma questo si rivelò ben presto di capienza non sufficiente e non idoneo a una degna e coerente sistemazione dei pezzi, così il materiale fu spostato nei decenni successivi in Palazzo Addazi, opposto al fianco meridionale della Cattedrale. Anche qui, tuttavia, i reperti furono accatastati senza alcun criterio selettivo, finché nel 1975, per volontà dell'Arcivescovo Giuseppe Carata, il Museo Diocesano fu ufficialmente inaugurato alla presenza dell'allora Presidente del Consiglio Aldo Moro. Col tempo il patrimonio museale di questa struttura si è arricchito notevolmente anche grazie alla donazione di due avvocati, Francesco Lillo e suo nipote Angelo Rapisardi, la cui collezione archeologica comprende 5467 pezzi, e, dopo anni di limitata possibilità di fruizione, nel 2011 il Museo è stato riaperto al pubblico, offrendo ai reperti una sistemazione in diverse sezioni di cui la più vasta, il lapidario, segue un coerente percorso cronologico.

### Sezioni
I reperti, disposti sui due piani di Palazzo Lodispoto, sono raggruppabili nelle seguenti sezioni:

#### Area dedicata agli arcivescovi
Al secondo piano, il primo spazio è riservato a opere riguardanti gli arcivescovi della Diocesi. Sono esposti stemmi, epigrafi e lastre tombali che ricoprono un periodo della nostra storia che va dal XIV sec. d.C. sino ai nostri giorni con il busto bronzeo di Monsignor Carata, fondatore del Museo. Lo stemma arcivescovile di Mons. Petronelli (1880-1947) rende onore a quest'uomo molto amato dai tranesi e molto vicino alla gente - caratteristica abbastanza inusuale fino a non molti decenni fa - il quale amava passeggiare per la stradine della città vecchia. Lo ricordiamo per l'eroico gesto con cui, durante la II Guerra Mondiale, offrì la propria vita in cambio di quella di 50 cittadini che stavano per essere giustiziati da un comandante delle truppe tedesche. Il comandante, spinto da spirito di pietà, decise di risparmiare sia la vita dei cittadini sia quella dell'arcivescovo, venendo meno all'ordine che aveva ricevuto, e fu in seguito giustiziato per inadempienza. In questa sezione si ricordano, tra gli altri, anche Monsignor Giuseppe Antonio Davanzati (1717 - 1755), il cui stemma è stato ricavato dal retro di un'antica epigrafe, e Monsignor Tommaso Ancora (1635 - 1655), di cui conserviamo una lapide da lui stesso voluta ma mai utilizzata, in quanto l'arcivescovo fu nominato Cardinale e trasferito a Napoli nei suoi ultimi anni di vita, e che fu invece adoperata per la scalinata d'accesso al presbiterio della Cattedrale e ritrovata nel 1899 durante alcuni interventi sulla pavimentazione.

#### Esposizione lapidea (dal VI sec. d.C. al XVIII sec. d.C.)
Ai reperti lapidei è dedicata gran parte del secondo piano e parte del primo: l'esposizione ricopre un periodo che parte dal VI sec. d.C. al XVIII sec. d.C. I più antichi, tra cui alcuni frammenti di recinzioni presbiteriali, appartenevano all'antica Basilica paleocristiana di Santa Maria della Scala, che sorgeva nello stesso luogo dove fu poi edificata la Cattedrale nel XII sec.

Ai secc. XI e XII appartengono alcuni frammenti di fregio e capitelli probabilmente appartenenti all'iconostasi dell'antica Basilica. Un frammento di rilievo rappresentante un grifo e un leone affrontati si discosta dall'arte tipicamente locale e ricorda le rappresentazioni presenti sulle cassette d'avorio bizantine e islamiche e testimonia quindi il ruolo che il porto di Trani aveva nel Medioevo di ponte verso l'Oriente.

Al XIII secolo appartengono due teste di grifo in marmo pario, probabilmente opera di un giovane Nicola Pisano e ritrovate soltanto durante gli scavi effettuati nel 1970-1971 nell'attuale cripta longitudinale della Cattedrale. Alla stessa epoca risalgono diverse colonne (due in porfido egizio) e capitelli (una coppia in alabastro) facenti parte di antiche strutture, tra cui forse un ambone, un tempo presenti in Cattedrale. A completare l'ambone probabilmente un archivolto esposto nel lapidario in cui è incisa un'iscrizione incompleta, riportante il nome Iohannes, e che taluni pensano sia attribuibile invece al sepolcro dell'Arcivescovo Giovanni (XI sec.).

Un'intera parete è dedicata alla ricostruzione in tre parti dell'Altare della Madonna delle Grazie del XV sec., capolavoro in pietra leccese, che era collocato in una cappella alla sinistra del presbiterio della Cattedrale. Fu demolito negli anni cinquanta del secolo scorso e i pezzi collocati per un periodo sul piazzale antistante la Cattedrale, esposti alle intemperie e ad atti vandalici, per poi essere trasferiti nella chiesa del cimitero cittadino e infine in Palazzo Addazi. Allo stesso periodo appartengono altri reperti lapidei e lastre tombali, tra cui spicca quella di Giustina Rocca, passata alla storia come il primo avvocato donna del mondo e che si ritiene abbia ispirato il personaggio di Porzia di Belmonte del Mercante di Venezia di William Shakespeare. È l'unico testo scritto che conserviamo di questa donna: l'epitaffio, infatti, fu scritto da lei alla prematura morte di sua figlia, dopodiché la lastra fu utilizzata come lapide per la tomba di entrambe.

Al primo piano concludono l'esposizione lapidea alcuni frammenti di strutture barocche, utilizzati per adornare l'interno della Cattedrale e di altre chiese della diocesi secondo il gusto dei secoli scorsi e poi eliminati nella prima metà del XX sec.

#### Collezione archeologica Lillo-Rapisardi
Quattro salette espositive sono dedicate alla collezione dell'avvocato Francesco Lillo, il cui desiderio di donare questo tesoro è stato esaudito dal nipote, l'avvocato Angelo Rapisardi. La raccolta, esposta secondo un criterio stilistico-cronologico, comprende:
- reperti preistorici del VI-II millennio a.C.: selci, punte di lancia, elementi ornamentali;
- ceramica geometrica e subgeometrica dauna: olle a imbuto, oinochoai, askoi;
- ceramica listata;
- ceramica di stile misto;
- ceramica a fasce;
- ceramica sovraddipinta policroma di Gnathia;
- ceramica policroma daunia;
- ceramica acroma;
- ceramica corinzia: alàbastra, pissidi, aryballoi;
- ceramica attica: coppe a occhioni, vasi a figure rosse e nere;
- ceramica di St. Valentin;
- un gran numero di pesi da telaio, sia di effettivo utilizzo sia votivi;

#### Tesoro capitolare
In una piccola saletta centrale, al primo piano, è possibile ammirare il tesoro capitolare, composto da diversi preziosi oggetti liturgici, tra cui corredi, oggetti in oro e argento cesellato, ampolle in cristallo, bugie, cartegloria e un pastorale. Degni di particolare attenzione sono tre croci longobarde (due in lamina d'argento, una in lamina d'oro) ritrovate nell'ipogeo della Cattedrale e un crocifisso eburneo donato dalla famiglia Bianchi.

#### Altarolo in avorio
Al primo piano è esposto inoltre, di fronte alla saletta del tesoro capitolare, un prezioso altarolo in avorio di fattura franco-borgognona, che secondo la tradizione fu donato da Carlo I d'Angiò al clero di Trani dopo la morte del figlio Filippo, che trovò sepoltura nella Cattedrale di questa città.

#### Stemmi civici
Una piccola sezione al primo piano è dedicata agli stemmi civici, tra cui spicca un antico blasone tranese, raffigurante un drago con una torre sul dorso e che stringe con i suoi artigli la testa di un toro, e uno stemma gigliato fiorentino, testimonianza dell'antica amicizia tra il capoluogo toscano e la città di Trani, che aveva donato a Pisa, facente parte del Granducato di Toscana, le spoglie di S. Stefano.

#### Paramenti liturgici
Ancora al primo piano si possono ammirare, esposte in apposite teche, alcune pianete, piviali e dalmatiche appartenute a sacerdoti, vescovi e diaconi della Diocesi.

#### Reperti lignei
Tutti elementi provenienti da altre chiese di Trani, la maggior parte dalla chiesa di S. Chiara (busti reliquiari, un pergamo); dalla Cattedrale provengono soltanto alcuni frammenti degli stalli lignei del coro.

## La Pinacoteca: Palazzo Addazi

### Opere
Le due Grandi Sale di Palazzo Addazi ospitano opere provenienti dalla Cattedrale di Trani e da altre chiese dell'Arcidiocesi di Trani-Barletta-Bisceglie-Nazareth. Di particolare rilievo sono: una tavola trecentesca di ispirazione bizantina, raffigurante il santo patrono di Trani, S. Nicola Pellegrino, e storie della sua vita; un polittico del XVI sec. attribuito a Jacopo Palma il Vecchio; le acqueforti di Antonio Piccinni, della seconda metà del XIX sec.; un Crocifisso seicentesco di Vincenzo Carducci; un gruppo ligneo dell'Annunciazione, di scuola umbra; un polittico del pittore Z.T., del XVI sec.